# Meisenheim
Meisenheim est une municipalité allemande située dans le land de Rhénanie-Palatinat et l'arrondissement de Bad Kreuznach.
Elle est située dans la vallée de la rivière Glan à l’extrémité nord des hautes terres du Palatinat du Nord.